# Conus lignarius
Conus lignarius é uma espécie de gastrópode do gênero Conus, pertencente a família Conidae.